# David Childs
David M. Childs (Princeton, 1 de abril de 1941 – Condado de Westchester, 26 de março de 2025) foi um consultor de arquitetura na Skidmore, Owings, & Merrill que tem projetos por todo o mundo, inclusive a Freedom Tower, em Nova Iorque.

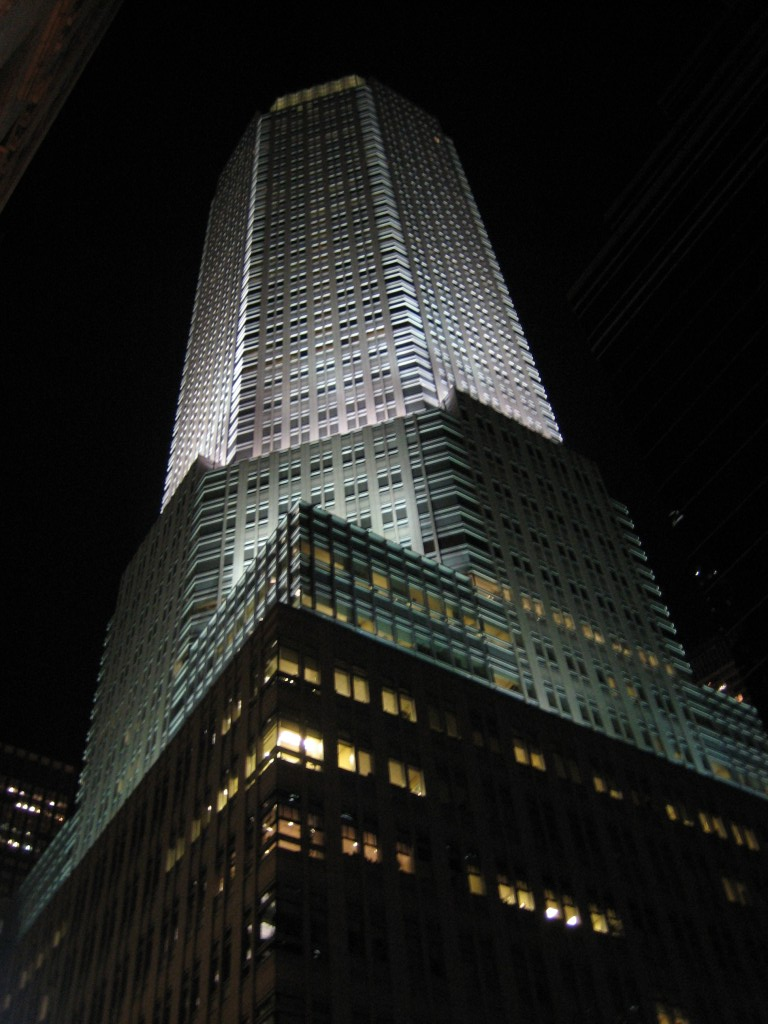
383 Madison Avenue a noite

## Formação
- Universidade de Yale (1963)
- Yale School of Architecture (1967)

## Projetos Pertencentes à Skidmore

### Washington, DC (1971-1984)
- National Geographic Edifício sede.
- 1300 New York Avenue
- Metro Center
- Sede do U.S. News and World Report
- Hotéis Four Seasons, Regent e Park Hyatt
- Expansão do terminal principal do Aeroporto de DullesExpansion.

### Projetos de Nova Iorque (1984-atualidade)

#### Finalizados
- Worldwide Plaza
- 450 Lexington Avenue (sobre o Main Post Office na Grand Central Station)
- Bertelsmann Tower no Times Square
- New York Mercantile Exchange
- Edifício de Chegadas JFK International Airport
- Sede do Bear Stearns (383 Madison Avenue)
- 7 World Trade Center
- Time Warner Center no Columbus Circle
- One World Trade Center
- Boston Properties Times Square Tower
- Nova New York Stock Exchange
- Nova Estação da Pensilvânia, no edifício James Farley Post Office (Moynihan Station)
- Reforma da Lever House